# Albert Koebele

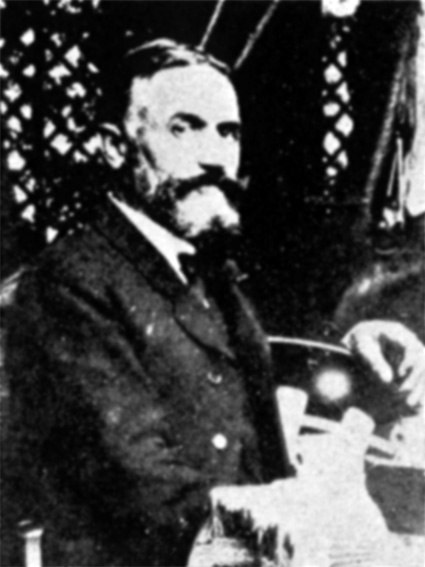
Albert Koebele

Albert Koebele (* 28. Februar 1853 in Siensbach/Breisgau; † 28. Dezember 1924 in Waldkirch) war ein deutsch-amerikanischer Entomologe und einer der Begründer der biologischen Schädlingsbekämpfung.

## Leben
Albert Koebele wuchs in bescheidenen Verhältnissen als Zweitältester von sechzehn Geschwistern im Südschwarzwald auf, wo sein Vater Bauer und Gastwirt war. Schon früh interessierte er sich für die Natur und vor allem für Insekten. Da er für die Arbeit als Bauer eine zu schwache Konstitution hatte, brachte ihn sein Vater nach Freiburg in die Lehre bei einem Hutmacher. Weil ihm dieser Beruf nicht gefiel, schickte man ihn zu einem Verwandten nach New York, der dort mit Kohlen handelte und Likör produzierte. Dieser hatte großes Verständnis für Koebeles Forscherdrang und sorgte dafür, dass er dem Direktor des Landwirtschaftlichen Versuchswesens bei der Washingtoner Regierung (United States Department of Agriculture), dem berühmten amerikanischen Entomologen Charles Valentine Riley, vorgestellt wurde, der ihn als seinen Assistenten einstellte.
Seine Aufgabe bestand vor allem in der Präparation von Rileys Fängen und der Aufzucht von Versuchstieren. 1880 bekam er die US-Staatsbürgerschaft, 1882 wurde er zum "Amerikanischen Staatsentomologen" mit Dienstsitz in Washington, D.C. ernannt.
1885 trat in Kalifornien und anderen Weststaaten der USA die Australische Wollschildlaus (Icerya purchasi) auf, ein Schädling, der aus Australien eingeschleppt worden war und der  den Anbau von Orangen und Zitronen praktisch zum Erliegen brachte. Um Möglichkeiten zur Bekämpfung der Schildlaus zu erforschen, wurde Koebele zum California State Board of Horticulture in Alameda, Kalifornien versetzt. Auf einer Forschungsreise nach Australien im Jahre 1888 fand er die Marienkäferart Rodolia cardinalis, ein natürlicher Gegner der Wollschildlaus. Koebele züchtete diese Art in großen Mengen, setzte sie aus und bewirkte damit, dass der Bestand der Weißen Wollschildlaus innerhalb von drei Jahren so dezimiert worden war, dass sie an den Citrusplantagen keine Schäden mehr anrichtete. Unter anderem führte er auch eine Schlupfwespenart aus Australien in die USA ein, mit der Napfschildläuse (u. a. Coccus hesperidum, Saissetia oleae, Saissetia coffeae) bekämpft wurden und werden. Dabei saugt die Schlupfwespe Eier und Nymphen der weiblichen Schildläuse aus und parasitiert diese. Der Entomologe Leland Ossian Howard beschrieb diese Art zu Ehren von Koebele mit dem Namen Metaphycus alberti.
1893 gab Koebele seine Stellung als Staatsentomologe auf und arbeitete forthin beim Hawaii Board of Agriculture and Forestry in Honolulu, Hawaii. Seine Methode setzte er dort gegen die Kaffeeschildlaus, eine Verwandte der Wollschildlaus ein, die er mit einer anderen Marienkäferart bekämpfen konnte. Während der Jahre, in denen er in Hawaii angestellt war, erforschte er auf der Inselwelt des Stillen Ozeans Schädlinge, die dort massenweise auftraten. Längere Forschungsaufenthalte führen ihn auch nach Australien, auf die Fidschi-Inseln, nach Ceylon, Japan Mexiko und in das Kaiserreich China.
1908 kehrte Koebele aus gesundheitlichen Gründen nach Deutschland zurück und ließ sich in Waldkirch bei Freiburg nieder. Eine Rückkehr nach den USA wurde zunächst aus gesundheitlichen Gründen verhindert (Koebele hatte sich auf einer seiner Reisen Malaria zugezogen), in der Zeit des Ersten Weltkrieges konnte er aus politischen Gründen nicht in die Vereinigten Staaten einreisen. So arbeitete er in Deutschland als privater Forscher und Berater für die Hawaiian Sugar Planters Association.
Koebele war korrespondierendes Mitglied mehrerer wissenschaftlicher Gesellschaften, so unter anderem  bei der Brooklyn Entomological Society und der California Academy of Sciences.

## Schriften
- Essig, Edward Oliver (1931): A History of entomology. 1029 S., zahlr. Abb.; Macmillan Company (New York). Nachdruck 1965 Hafner-Verlag